# Pallacanestro alla XVII Universiade
Il torneo di pallacanestro della XVII Universiade si è svolto a Buffalo, Stati Uniti d'America, nel 1993.

## Podi

### Uomini
| Evento                            | Oro | Argento | Bronzo |
| Pallacanestro maschile (dettagli) | Stati Uniti Michael Finley Travis Ford Antonio Lang Ed O'Bannon Eric Piatkowski Shawn Respert Carlos Rogers Richard Scott Damon Stoudamire Jeff Webster Donald Williams Sharone Wright All.: Reggie Minton | Canada Rowan Barrett Jeff Foreman Norm Froemel Deon George Brendan Graves Michael Meeks Steve Nash David Picton R. Sullivan Peter Van Elswyk Sean Van Koughnett Keith Vassell All.: Dave Nutbrown | Cina A Dijiang Hu Weidong Liang D. Liu Yudong Ouyang Jinggui Shan Tao Sun Jun Wang Zhidan Wu Naiqun Wu Qinglong Zhang Jinsong Zheng Wu |

### Donne
| Evento                             | Oro | Argento | Bronzo |
| Pallacanestro femminile (dettagli) | Cina He Jun Li Dongmei Liu Jun Ma Chengqing Ma Zongqing Peng Ping Sun Ying Xiang D. Wang Fang Zhang Jue Zheng Dongmei Zheng Haixia | Cuba Judith Águila Licet Castillo Milayda Enríquez Gertrudis Gómez Regla Hernández Grisel Herrera María Elena León Yamilet Martínez Tania Seino Lisdeivis Víctores Olga Vigil Marlene Villaurrutia All.: Manuel Pérez | Stati Uniti Ryneldi Becenti Heidi Burge Katrina Colleton Peggy Evans Adrienne Goodson Lady Hardmon E.C. Hill Melody Howard LaTonya McGhee Tari Phillips Trisha Stafford Sophia Witherspoon All.: Joan Bonvicini |

## Medagliere
| Posizione | Paese       |   |   |   | Totale |
| --------- | ----------- | - | - | - | ------ |
| 1         | Stati Uniti | 1 | 0 | 1 | 2      |
| 1         | Cina        | 1 | 0 | 1 | 2      |
| 3         | Canada      | 0 | 1 | 0 | 1      |
| 3         | Cuba        | 0 | 1 | 0 | 1      |
| Totale    | Totale      | 2 | 2 | 2 | 6      |